# Луперія (Ботошань)
Луперія (рум. Lupăria) — село у повіті Ботошані в Румунії. Входить до складу комуни Прежень.
Село розташоване на відстані 347 км на північ від Бухареста, 38 км на південний схід від Ботошань, 56 км на північний захід від Ясс.

## Населення
За даними перепису населення 2002 року у селі проживали 797 осіб. Усі жителі села рідною мовою назвали румунську.
Національний склад населення села:
| Національність | Кількість осіб | Відсоток |
| -------------- | -------------- | -------- |
| румуни         | 786            | 98,6%    |
| цигани         | 11             | 1,4%     |